# Vännäs kommun
Vännäs kommune ligger i länet Västerbottens län i Västerbotten i Sverige. Kommunen har grænser til nabokommunerne Vindeln, Umeå, Nordmaling og Bjurholm. Kommunens administration ligger i byen Vännäs.

## Geografi
Floderne Ume älv og Vindelälven løber sammen ved Vännäsby.
E12 og Riksväg 92 går gennem kommunen. Vännäs ligger ved jernbaneerne Stambanan genom övre Norrland og Jernbanelinjen Vännäs–Umeå–Holmsund.

## Byer
Vännäs kommune havde i 2005 to byer.
Indbyggere pr. 31. december 2005.
| #  | By       | Indbyggere |
| -- | -------- | ---------- |
| 1. | Vännäs   | 4.100      |
| 2. | Vännäsby | 1.522      |

## Eksterne kilder og henvisninger
1. ↑  Folkmängd i riket, län och kommuner 30 september 2012 och befolkningsförändringar 1 juli - 30 september 2012. Statistiska centralbyrån (30. september 2012).
2. ↑  Statistiska centralbyrån den 31. december 2005

- Vännäs kommunes officielle hjemmeside

- Wikimedia Commons har flere filer relateret til Vännäs kommun

63°55′N 19°45′Ø / 63.917°N 19.750°Ø